# Jenn Proske
Jennifer 'Jenn' Proske (Toronto, 8 augustus 1987) is een Canadese actrice.

## Biografie
Proske werd geboren in Toronto bij een Amerikaanse moeder en een Sloveense vader in een gezin van twee kinderen. Op vierjarige leeftijd verhuisde Proske met haar familie naar Orange County in Amerika, hierdoor heeft zij naast de Canadese ook de Amerikaanse staatsburgerschap. In haar kinderjaren begon zij al met acteren in toneelstukken en schooltheater. Zij verbleef voor zes maanden in Australië waar zij studeerde en acteerde aan de Sydney Theatre Company in Sydney. Proske studeerde in 2009 af met cum laude in acteren en theaterwetenschap aan de toneelschool van de Universiteit van Boston in Boston. Hierna verhuisde zij naar Los Angeles voor haar acteercarrière.
Proske begon in 2010 met acteren in de film Vampires Suck waarin zij de hoofdrol vertolkte, waarna zij nog meerdere rollen speelde in films en televisieseries.
Proske is in 2013 getrouwd met acteur Stephen Schneider met wie zij een dochter heeft (2015).

## Filmografie

### Films
- 2022 Ambulance - als moeder van Lindsey
- 2012 Sexting in Suburbia - als Dina Van Cleve
- 2011 Home Game - als Tess
- 2010 Vampires Suck - als Becca Crane

### Televisieseries
Uitgezonderd eenmalige gastrollen.
- 2013 Graceland - als Abby - 6 afl.
- 2011 CSI: NY - als Serena Matthews - 2 afl.

- Bibliothèque nationale de France: cb16537476h (data)
- International Standard Name Identifier: 0000 0001 0756 7331
- Library of Congress Control Number: no2010190618
- Virtual International Authority File: 160202700
- WorldCat: E39PBJfrQtQBRDdbfRMxPP8Qv3